# 震顫性譫妄
震顫性譫妄（Delirium tremens）也稱為是酒毒性譫妄，是形容因戒酒而引起的譫妄狀態。若有這個狀況發生，通常在三天后會有戒斷癥狀的產生，並可能持續二至三天 。患者也有機會產生幻聽幻覺。生理上的表徵包括顫抖、寒顫、心悸以及盜汗。若有高熱或癲癇的情形，將有導致死亡的風險。酒精其實是一種非常危險且難以戒除的藥物。
震顫性譫妄通常發生在大量喝酒超過一個月的飲酒者身上。相似的戒斷症狀可能發生在苯二氮平類和巴比妥類藥物的成癮者上。但是對於停用古柯鹼類的興奮劑，則沒有太嚴重的併發症。針對有震顫性譫妄症狀的患者，首先必須排除例如電解質不平衡、胰臟炎還有酒精性肝炎的可能性。
舒緩戒斷症狀的症狀治療可預防酒精戒斷症候群，而當譫妄已然發生時，積極的治療可改善預後。治療通常建議在安靜且光線充足的加護病房內進行。苯二氮平類（Benzodiazepines）是治療時選用的藥物，另外丹祈屏（Diazepam）、樂耐平（Lorazepam）、氯氮䓬（Chlordiazepoxide）和羥苯二氮卓（Oxazepam）都是常用的藥物，需在患者淺眠時施打。也可以使用抗精神病药氟哌啶醇，或建議讓病患補充硫胺素（維他命B1）。在沒有治療的情況下，致死率介於15%到40%之間。目前每100個酒精戒斷症候群病患中則約有1到4個死亡案例發生。
約一半有酒精成癮的人，會在減少飲酒量後產生戒斷癥狀。在他們當中，差不多有3-5%會接著發生震顫性譫妄或有癲癇的情形。震顫性譫妄候群這個名詞是首先在1813年被提出，但是一直到18世紀才有對這個病徵完整的描述。「Delirium」這個詞源自於拉丁文中的「偏離」。又被稱作酒毒性譫妄或Saunders-Sutton症候群。在美國俚語中，它被稱為 barrel-fever、blue horrors、bottleache、bats、drunken horrors、elephants、gallon distemper、quart mania，以及pink spiders等。